# The Music from Peter Gunn
The Music from Peter Gunn è un album discografico di colonna sonora del musicista statunitense Henry Mancini, pubblicato nel 1959. 
Il disco rappresenta la colonna sonora della serie televisiva statunitense Peter Gunn, andata in onda negli Stati Uniti a partire dal 1958.

## Tracce
1. Peter Gunn – 2:06
2. Sorta Blue – 2:57
3. The Brothers Go to Mother's – 2:56
4. Dreamsville – 3:51
5. Session at Pete's Pad – 3:57
6. Soft Sounds – 3:35
7. Fallout! – 3:13
8. The Floater – 3:15
9. Slow and Easy – 3:04
10. A Profound Gass – 3:18
11. Brief and Breezy – 3:31
12. Not from Dixie – 4:09

## Premi
- Grammy Award
  - 1959: "album dell'anno"